# Exibição-teste
Uma exibição-teste, também chamada de audiência-teste ou pré-estreia, é uma prévia de um filme ou série de televisão realizada antes do lançamento oficial para avaliar a reação do público. As audiências de teste são selecionadas a partir de uma amostra diversificada da população e, geralmente, são solicitadas a preencher questionários ou fornecer feedback de alguma forma. Harold Lloyd é creditado como o criador desse conceito, tendo utilizado essa prática já em 1928. Exibições-testes são recomendadas para cineastas iniciantes, "mesmo que um festival de cinema esteja se aproximando".